# Couto (Arcos de Valdevez)
Couto é uma povoação portuguesa sede da Freguesia de Couto do Município de Arcos de Valdevez, freguesia com 5,79 km² de área e 615 habitantes (censo de 2021), tendo, por isso, uma densidade populacional de 106,2 hab./km².

## Demografia
A população registada nos censos foi:
| Distribuição da População por Grupos Etários | Distribuição da População por Grupos Etários | Distribuição da População por Grupos Etários | Distribuição da População por Grupos Etários | Distribuição da População por Grupos Etários |
| -------------------------------------------- | -------------------------------------------- | -------------------------------------------- | -------------------------------------------- | -------------------------------------------- |
| Ano                                          | 0-14 Anos                                    | 15-24 Anos                                   | 25-64 Anos                                   | > 65 Anos                                    |
| 2001                                         | 72                                           | 75                                           | 327                                          | 167                                          |
| 2011                                         | 54                                           | 47                                           | 308                                          | 206                                          |
| 2021                                         | 60                                           | 39                                           | 259                                          | 288                                          |